# Magdalenafloden
Magdalenafloden (spansk: Río Magdalena) er en 1.540 km lang flod i den vestlige del af Colombia i Sydamerika. Magdalena floden har sit udspring i departementet Huila i det sydvestlige Colombia i Andesbjergene . Floden flyder nordpå og munder ud i det Caribiske Hav ved byen Barranquilla. Floden er sejlbar og en ca 1.000 km lang transitrute.
Floden blev opdaget af Rodrigo de Bastidas og hans mænd d. 1. april 1501, de navngav floden efter dagens helgen, Maria Magdalene.
Dele af Gabriel García Márquezs roman Kærlighed i koleraens tid og filmen af samme navn udspiller sig på Magdalenafloden.
2°42′42″N 75°25′50″V / 2.7116°N 75.4305°V